# Chiến tranh Cimbri
Chiến tranh Cimbri(103-101 TCN) là cuộc chiến tranh xảy ra giữa Cộng hòa La Mã và các bộ tộc Giecman như người Cimbri và người Teuton, họ đã di cư từ bán đảo Jutland tới những vùng đất do người La Mã kiểm soát. Chiến tranh Cimbri là cuộc chiến tranh đầu tiên kể từ cuộc chiến tranh Punic lần hai đã khiến cho Ý và chính bản thân La Mã bị đe dọa.
Thời điểm xảy ra cuộc chiến tranh này đã có những ảnh hưởng to lớn đến nội bộ chính trị của La Mã và tổ chức quân sự của nó. Cuộc chiến tranh này đã góp phần quan trọng vào sự nghiệp chính trị của Gaius Marius. Mối đe dọa của người Cimbri, cùng với Chiến tranh Jugurtha, đã tạo ra bước ngoặt cho những cải cách của Marius đối với các quân đoàn La Mã.
La Mã cuối cùng đã giành chiến thắng trong cuộc chiến tranh kéo dài và đẫm máu này - nó đã gây ra một tổn thất to lớn cho quân đội La Mã kể từ sau chiến tranh Punic lần hai - với những chiến thắng tại Aquae Sextiae và Vercellae mà dẫn đến kết quả là đã gần như tàn sát hết 2 bộ lạc German. Một số tù binh sống sót được ghi lại là đã tham gia vào cuộc khởi nghĩa của các võ sĩ giác đấu trong cuộc chiến tranh Nô Lệ lần thứ ba.

## Cuộc di dân và xung đột
Vào khoảng năm 120-115 TCN, không rõ nguyên nhân cụ thể nào(có thể là do biến đổi khí hậu, xem Thời kì đồ sắt Tiền La Mã) đã kiến cho người Cimbri rời bỏ quê hương của họ ở khu vực xung quanh biển Baltic thuộc bán đảo Jutland và phía Nam bán đảo Scandinavia. Họ đã di chuyển về hướng đông nam và những bộ tộc láng giềng của họ, người Teuton, cũng đã sớm gia nhập cuộc di dân này. Họ cùng nhau đánh bại người Scordisci cùng với người Boii, và sau đó nhiều người trong số những bộ lạc này cũng đã tham gia cùng với họ. Năm 113 TCN, họ tới được sông Donau, thuộc vùng Noricum, quê nhà của người Taurisci, đồng minh của người La Mã.

## Những thất bại ban đầu của người La Mã
Năm sau, viên chấp chính quan La Mã Gnaeus Papirius Carbo đã dẫn quân tiến đến khu vực Norcium. Sau một cuộc duyệt binh hoành tráng và chiếm được một vị trí phóng thủ vững chắc. Ông ta yêu cầu người Cimbri và đồng minh của họ phải rút khỏi khu vực này ngay lập tức. Người Cimbri lúc đầu tuân thủ nghiêm túc hiệp ước hòa bình với người La Mã. Nhưng sau khi họ biết được rằng Carbo đã bố trí một cuộc phục kích nhằm vào họ, họ tức điên lên bởi sự lật lọng này. Họ liền tấn công và trong trận Noreia tiêu diệt gần hết quân đội của Carbo, giết chết Carbo ngay tại trận.
Đường tới Ý giờ đây đã rộng mở trước mắt họ, nhưng vì một số lý do, người Cimbri và đồng minh của mình hướng về phía Tây, vượt qua dãy Anpơ và tiến vào xứ Gaul. Năm 109 TCN, họ đã xâm chiếm hành tỉnh La Mã là Gallia Narbonensis và đánh bại quân đội La Mã dưới quyền Marcus Junius Silanus. Năm 107 TCN, người La Mã lại thất bại thêm một lần nữa, lần này là dưới tay người Tigurines- đồng minh của người Cimbri, những người họ đã gặp trên đường vượt qua dãy An pơ. Cùng năm đó, họ đánh bại một đội quân La Mã ở Burdigala (ngày nay là Bordeaux) và giết chết viên chỉ huy đạo quân này là chấp chính quan Gaius Cassius Longinus Ravalla

## Thảm họa tại Arausio
Năm 105 TCN, Roma và các chấp chính quan mới của nó, Quintus Servilius Caepio và Gnaeus Mallius Maximus, đã quyết định rằng họ đã có quá đủ những kẻ xâm lược. Vì vậy, để giải quyết vấn đề này một lần và duy nhất. Cộng hòa La Mã đã tập hợp một lực lượng lớn nhất kể từ khi kết thúc cuộc chiến tranh Punic lần thứ hai và có thể là lực lượng lớn nhất đã từng được phái ra chiến trường, với hơn 80.000 quân cùng với hàng chục ngàn lính trợ chiến và chia làm hai đạo quân, một dưới quyền Caepio và một được chỉ huy bởi Maximus.
Hai viên chấp chính quan đã đưa hai đạo quân của họ đến khu vực sông Rhône gần Orange, Vaucluse. Tại đây, do thù ghét và không tin tưởng lẫn nhau, họ đã dựng những doanh trại riêng biệt ở hai bên bờ sông; Điều này đã khiến cho đạo quân của họ bị chia tách và dễ dàng bị tấn công. Caepio đã quá tự tin khi tấn công một cách dại dột mà không có sự hỗ trợ từ Maximus; Quân đội của ông ta đã bị quét sạch và doanh trại không được bảo vệ của ông ta đã bị thất thủ. Giờ đây, đạo quân cô lập và mất tinh thần của Maximus đã nhanh chóng bị đánh bại một cách dễ dàng. Hàng ngàn người đã bị tàn sát trong khi đang cố gắng một cách tuyệt vọng để tập trung và bảo vệ doanh trại của ông ta. Chỉ có Caepio, Maximus, cùng với vài trăm người La Mã chạy thoát được. Trận Arausio là thất bại nặng nề nhất mà La Mã đã phải gánh chịu kể từ sau trận Cannae, và trên thực tế, tổn thất và hậu quả lâu dài của nó còn lớn hơn rất nhiều. Về phần người Cimbri và Teutone, đây là một chiến thắng vĩ đại (mặc dù chỉ là tạm thời). Thay vì ngay lập tức tập hợp đồng minh của họ và tiến quân về La Mã, người Cimbri lại tiến vào Hispania, trong khi người Teutones vẫn ở lại xứ Gaul. Tại sao họ lại thất bại trong việc xâm lược Ý hiện vẫn còn là một điều bí ẩn.